# Ciguayos
Los ciguayos fueron los habitantes precolombinos del noreste de la isla de La Española en la región cercana a la península de Samaná en el siglo XII. Los ciguayos eran un pueblo distinto a los taínos que utilizaba el arco y la flecha, y que aparecen aculturados por los taínos tardíamente. Se piensa que son los primeros habitantes de Puerto Rico, La Española y Cuba, y que fueron desplazados o exterminados por los pueblos de origen taíno en los siglos anteriores a la llegada de los europeos. Bartolomé de las Casas menciona que el idioma de los ciguayos estaba en un estado muerto en el siglo XIII y solo se hablaba en alguna región limitada de Samaná.
El término "ciguayo" es la forma como los hablantes del taíno clásico denominaban a los hablantes de ciguayo. Dicho términos podría significar algo como 'Gente de la tierra agreste' (si 'agreste, montañoso' + wa 'tierra, región' + yu 'gente, tribu'. Se desconoce qué nombre se aplicaban a sí mismos. Los ciguayos eran un pueblo cazador recolector, probablemente los primeros pobladores de importancia de las Antillas. No fabricaban cerámica y en la antigüedad pudieron ser nómadas antes de la expansión taína por las Antillas. Se desconocen fechas exactas de la llegada de los taínos a las Antillas mayores, lo que supuso la desaparición de los ciguayos, que quedaron despojados de sus territorios hasta quedar arrinconados al norte de La Española. Recientemente aparecieron restos taínos en la isla de Eleuthera (Bahamas), lo que hace pensar que los taínos se expandieron por las Antillas como muy tarde entre los siglos X-XI d. C.

## Idioma ciguayo
El propio Bartolomé de las Casas aclara que el ciguayo era una lengua diferente del taíno y del mazorí:

Es aquí de saber, que un gran pedazo de esta costa, bien mis de 25 o 30 leguas, y 15 buenas y aún 20 de ancho hasta las sierras que hacen, de esta parte del Norte, la gran vega inclusive, era poblada de una gente que se llamaban mazorijes, y otros ciguayos, y tenían diversas lenguas de la universal de toda la isla.

De las Casas deja claro que el ciguayo estaba al borde de la extinción cuando él llegó a La Española por primera vez en 1502 y era una lengua extinta cuando escribió su obra:

... ha tantos años, y no hay hoy uno ni ninguno a quien lo preguntar [acerca de la lengua de los ciguayos], puesto que converse, hartas veces con ambas generaciones, y son pasados ya más de cincuenta años...

Puesto que la Historia de De las Casas se empezó a escribir hacia 1527 y se prolongó hasta 1547 cuando abandonó definitivamente la isla de La Española con rumbo a España. El manuscrito de su obra se completó en 1559, aunque se reescribió entre 1560 y 1563. A partir de esas fechas puede conjeturarse que ya hacia 1490 los taínos estaban batallando contra los ciguayos y la pérdida de la autonomía política condujo a la extinción del ciguayo.

### Clasificación
El ciguayo aparte de los juicios de De las Casas es una lengua prácticamente indocumentada, de hecho, solo se conoce una única forma léxica de esta lengua, sobre la base de la cual no es posible hacer demasiadas comparaciones o reconstrucciones. La única forma léxica conocida tuob 'oro' es comparado por De las Casas con el término taíno:

Aquí [en la parte de la isla habitado por los Ciguayos] no llaman caona al oro como en la primera parte de esta isla, ni nozay como en la isleta de Guanahani o San Salvador, sino tuob. [...] Llamaba [un indio ciguayo] al oro tuob y no entendía por caona, como le llamaban en la primera parte de la Isla, ni por nozay como lo nombran en San Salvador y en las otras islas...

J. Granberry ha argumentado que ya sea que se interprete tuób (CVVC) o twób (CCVC) y siendo que en las lenguas arawak las sílabas son de la forma CV, no parece probable que tuob sea una palabra posible en una lengua arawak. Lo que le lleva a proponer que el ciguayo podría ser una lengua prearawak de origen centroamericano donde es posible encontrar lenguas con patrones silábicos más complicados que los encontrados en lenguas arawak o lenguas caribes. En concreto sugiere algún tipo de relación distante con las lenguas jicaque-tol donde es posible el patrón CwVC. Y además propone una comparación con algunos términos de América continental.
El mismo autor menciona que la evidencia arqueológica sugiere que Cuba y La Española fueron pobladas por primera vez desde la región de Belice hacia el 5000 a. C. y propone que el ciguayo podría ser un resto lingüístico de un pueblo lingüísticamente emparentado con el jicaque-tol que pobló las islas del Caribe, hasta la llegada de los taínos arawak a dichas islas.

### Relación con otras lenguas
Al parecer los guanajatabeyes del extremo occidental de Cuba hablaban una lengua que podría no ser de origen arawak, ya que los intérpretes arahuacos de Colón la encontraron totalmente incomprensible. Como parece ser que los guanajatabeyes se remontarían a poblaciones procedentes de América Central, es posible que existiera un parentesco lejano entre la lengua de los ciguayos y la lengua no documentada de los guanajatabeyes.